# Лизардо, Омар
Омар Лизардо (англ. Omar Lizardo; род. 1974, Нью-Йорк, Нью-Йорк) — американский социолог, именной профессор Калифорнийского университета в Лос-Анджелесе. Специалист в областях социальных сетей, социологической теории, когнитивной науки, а также культурной и организационной социологии. Лауреат Clifford Geertz Prize и Lewis Coser Award (2014).
Рос в Ла-Романе (Доминиканская Республика).
Окончил Бруклинский колледж (бакалавр B.A. по психологии, 1997). Степень доктора философии по социологии получил в Университете Аризоны (2006) — под началом Ron Breiger и Albert Bergesen. Затем провел 12 лет на кафедре социологии в Университете Нотр-Дам, с 2012 ассоциированный, с 2016 фул-професссор. С 2018 в Калифорнии. Член Ассоциации социологических исследований (2019). Занимает первое место в Top Influential Sociologists 2010—2020 по версии Academic Influence.
Экс-соредактор American Sociological Review (являлся им с 2015, на пятилетний срок). С 2020 вошел в совет редакторов-рецензентов журнала Science.
Автор Ritual, Emotion, Violence: Studies on the Micro-Sociology of Randall Collins (Routledge), Measuring Culture (Columbia University Press) и Handbook of Classical Sociological Theory (Springer). Публиковался в Sociological Forum, Journal for the Theory of Social Behaviour, Sociological Theory, Theory & Psychology.